# Пиенар, Луис
Луис Пиенар (африк. Louis Pienaar; 26 июня 1926 — 5 ноября 2012, Кейптаун, ЮАР) — южноафриканский дипломат и государственный деятель, последний генеральный администратор ЮАР в Намибии (1985—1990).

## Биография
В начале 1980-х годов работал послом ЮАР во Франции.
В 1985—1990 годах — генеральный администратор ЮАР в Намибии. На этом посту осуществлял исполнение советско-американских договоренностей при участии Кубы, ЮАР и Анголы от 1988 года по передачи управления Намибией под мандат ООН. На этом посту участвовал в урегулировании военного конфликта с представителями СВАПО (1989). Также осуществлял организацию и подготовку первых всеобщих выборов с отменой дискриминационных мер, установленных во времена апартеида в ЮАР. Им было принято решение о расформировании специального полицейского антиповстанческого отряда Юго-Западной Африки «Куфут» (африк. Koevoet), проведена амнистия политических заключенных.
- 1990—1992 годы — министр образования ЮАР.
- 1992—1993 годы — министр внутренних дел ЮАР.